# 1914-es izlandi labdarúgó-bajnokság (első osztály)
Az Úrvalsdeild 1914-es szezonja volt a bajnokság harmadik kiírása. A bajnokságban ismét csak egy csapat, a Fram vett részt, így ismét övé lett a bajnoki cím. Ez volt a klub második győzelme.